# خرمالوی حبشی
خرمالوی حبشی (نام علمی: Diospyros abyssinica) نام یک گونه از سرده خرمالو است.